# Kanton Rebais
Kanton Rebais (fr. Canton de Rebais) byl francouzský kanton v departementu Seine-et-Marne v regionu Île-de-France. Tvořilo ho 18 obcí. Zrušen byl po reformě kantonů 2014.

## Obce kantonu
- Bellot
- Boitron
- Chauffry
- Doue
- Hondevilliers
- Montdauphin
- Montenils
- Orly-sur-Morin
- Rebais
- Sablonnières
- Saint-Cyr-sur-Morin
- Saint-Denis-lès-Rebais
- Saint-Germain-sous-Doue
- Saint-Léger
- Saint-Ouen-sur-Morin
- La Trétoire
- Verdelot
- Villeneuve-sur-Bellot